# Val-du-Faby
Val-du-Faby ist eine französische Gemeinde mit 580 Einwohnern (Stand 1. Januar 2022) im Département Aude in der Region Okzitanien. Sie gehört zum Kanton La Haute-Vallée de l’Aude und zum Arrondissement Limoux.
Sie entstand als Commune nouvelle mit Wirkung vom 1. Januar 2019 durch die Zusammenlegung der bisherigen Gemeinden Fa und Rouvenac, die in der neuen Gemeinde den Status einer Commune déléguée haben. Der Verwaltungssitz befindet sich im Ort Fa.
Nachbargemeinden sind La Serpent im Norden, Antugnac im Nordosten, Espéraza im Osten, Campagne-sur-Aude im Südosten, Quillan im Süden, Puivert im Südwesten, Saint-Jean-de-Paracol im Westen sowie Festes-et-Saint-André im Nordwesten.

## Gliederung

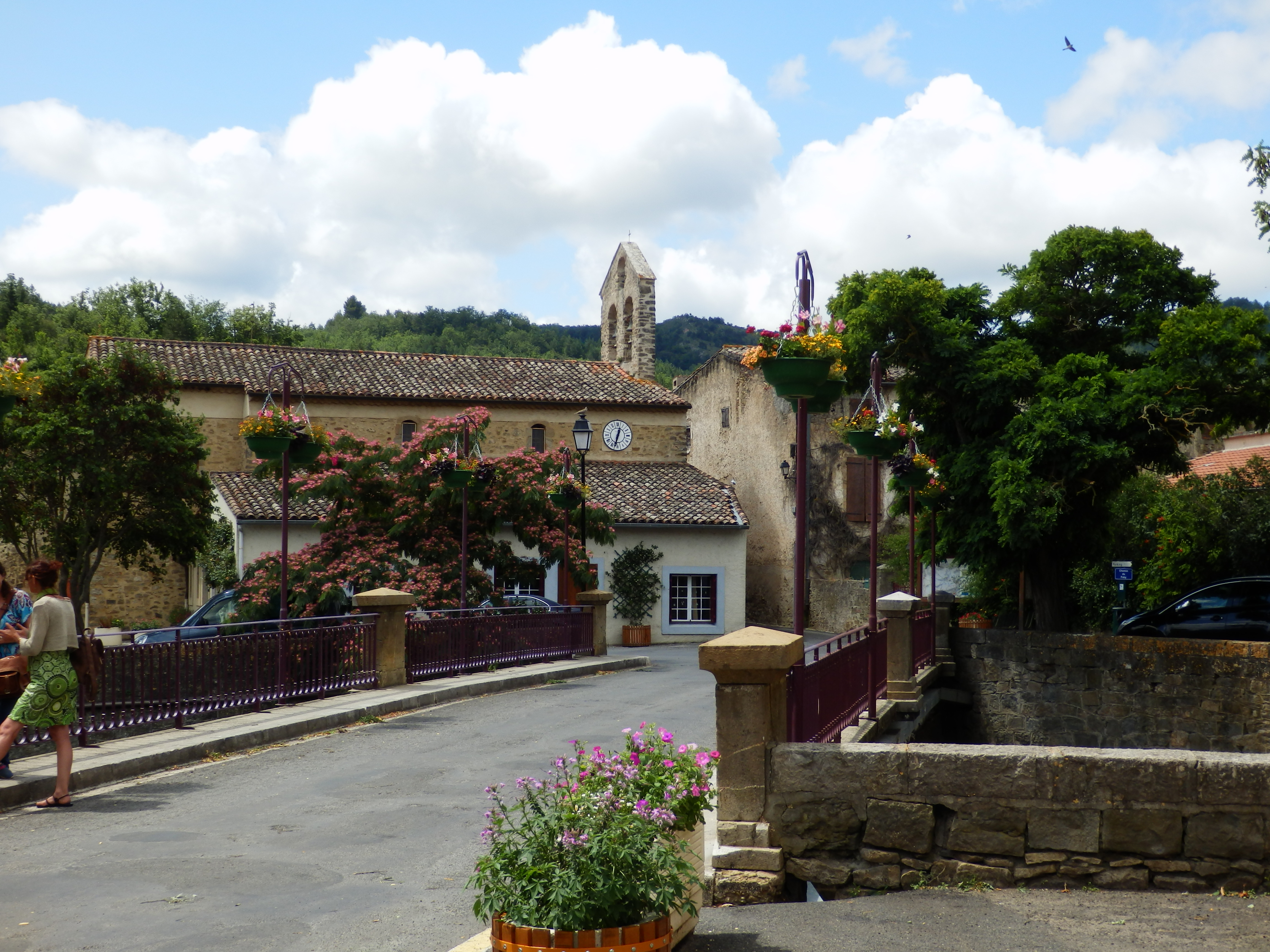
Ortsteil Fa

| Ortsteil             | ehemaliger INSEE-Code | Fläche (km²) | Einwohnerzahl zum 1. Januar 2022 |
| -------------------- | --------------------- | ------------ | -------------------------------- |
| Fa (Verwaltungssitz) | 11131                 | 11,48        | 354                              |
| Rouvenac             | 11329                 | 12,23        | 226                              |